# Freudomarxisme
El freudomarxisme és un corrent psicològic-filosòfic que origina als anys 1920. És una teoria socio-psicològica que integra les hipòtesis de les teories de Sigmund Freud amb el marxisme. A l'inici, va tenir pocs adepts, tant a la psicoanàlisi ortodoxa ni com al marxisme. Només després del Maig francès (1968) va tenir un cert èxit a Europa i als Estats Units.
Al seu llibre Materialisme dialèctic i psicoanàlisi, el psicoanalista freudià austríac Wilhelm Reich va ser el primer que va assajar combinar les dues teories.
L'obstinació per solucionar per part de Herbert Marcuse el malestar a la cultura, la teoria de Sigmund Freud|Freud amb la qual tota cultura té un malestar primigeni i constant que parteix de l'hipotètic complex d'Èdip, li fa enfrontar-se a la solució basant-se a liberalitzar les normes socials i així donar una major importància a l'Eros, el principi de la vida, aquest és en part el marxisme de Marcuse.
Herbert Marcuse abroga per la liberalització dels sentits basant-se en una política a la qual prime la igualtat típica del marxisme amb la llibertat com a nou concepte freudià, en la que els instints, l'allò freudià basat en l'Eros que s'ha dirigit segons diu cap al treball en comptes de la seua plena realització en la sexualitat no incremente així l'altre gran principi freudià, el Thanatos, la mort. Marcuse és un dels més prolífics representants, té nombroses obres de les que cal citar dues: L'home unidimensional i Eros i civilització.
Actualment Slavoj Žižek ha pres la bandera d'aquest corrent que s'anomena marxista-lacanià, tot essent Jacques Lacan el més important deixeble actual, tot i que ja mort, de Sigmund Freud.